# ديفيد دالتون
ديفيد دالتون (بالإنجليزية: David Dalton)‏ هو صحفي أمريكي، ولد في 1945.